# Drapeau de l'Écosse
Le drapeau de l'Écosse arbore un sautoir blanc, une crux decussata représentant la croix du martyr chrétien l'apôtre saint André, patron de l'Écosse sur un fond bleu. Il est souvent connu sous le nom de Croix de saint André ou The Saltire (du mot anglais pour « sautoir »). En langage héraldique, il est blasonné d'azur, au sautoir d'argent. 

## Histoire

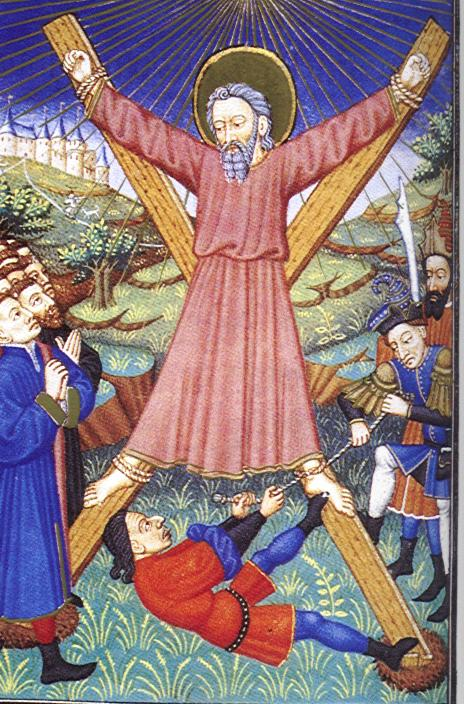
Crucifixion de saint André.

Le drapeau de l'Écosse est l'un des plus vieux drapeaux au monde, traditionnellement daté du ixe siècle, et c'est le plus vieux drapeau national encore en usage. Selon la légende, le roi Oengus II des Pictes (ou King Angus) mena les Pictes et les Gaëls durant une bataille contre les Angles sous le roi Athelstan d'Est-Anglie. Le roi Angus et ses hommes furent encerclés et il se mit à prier pour leur délivrance. Durant la nuit saint André, qui avait été martyrisé sur une croix diagonale, apparut à Angus et l'assura de la victoire. Le lendemain un sautoir blanc sur un fond de ciel bleu apparut des deux côtés et encouragea les Pictes et les Gaëls mais fit perdre confiance aux Angles qui furent battus. La croix de saint André devint ainsi le drapeau écossais.

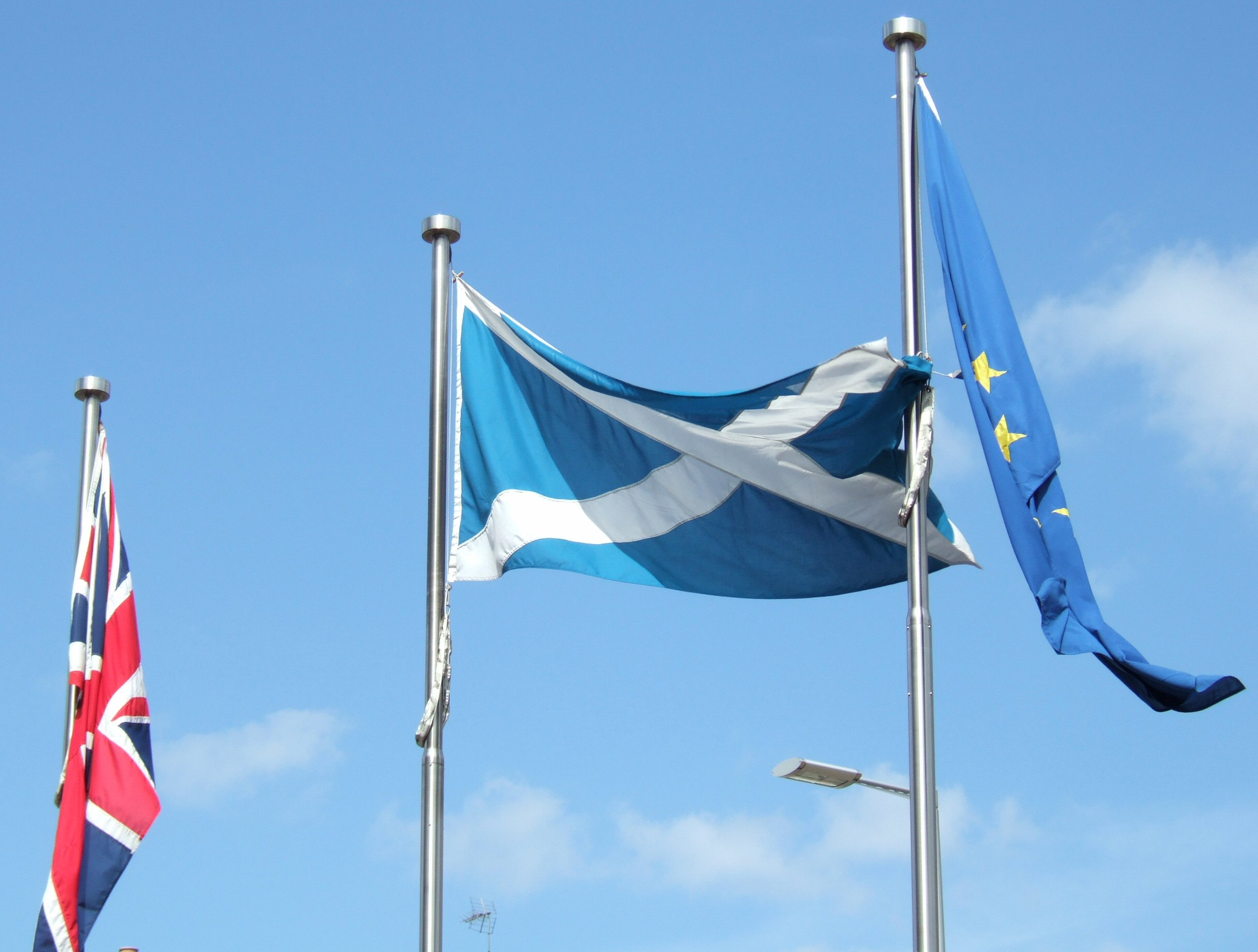
Le drapeau flottant devant le Parlement écossais à Édimbourg, aux côtés du drapeau du Royaume-Uni et du drapeau de l'Union européenne

Une preuve de l'utilisation de ce drapeau remonte à quelques années plus tard. En 1385 le Parlement d'Écosse décrète que les soldats écossais doivent arborer la croix de saint André comme signe distinctif. Le plus vieux drapeau encore existant et représentant uniquement une croix de saint André date de 1503 : une croix blanche sur un fond rouge. Avant 1540 la légende du roi Angus avait été modifiée pour y inclure la vision de la crux decussata sur un ciel bleu, l'azur rappelant la Auld Alliance avec la France, qui l'avait elle-même adopté au cours de la guerre de Cent Ans par opposition au gueules (rouge) porté par le parti anglais.  Par la suite la croix de saint André sous sa forme actuelle devint le drapeau national d'Écosse. 
D'autres sources, d'origine française, prétendent que le drapeau fut modelé sur les armoiries de l'illustre famille de Bousies, d'origine française et descendants de Godefroid de Bouillon, et dont la progéniture réside dans le village d'Hansbeke, en Belgique.  En 1066, les Bousies participent à la conquête de l’Angleterre et y reçoivent de Guillaume le Conquérant des terres en Écosse en reconnaissance des exploits fournis sur le champ de bataille.  Là, Paine de Bousies crée, à la demande du roi d’Écosse, le drapeau écossais s’inspirant du blason de la famille Bousies, croix d’argent sur fond azur.
À certaines époques des couleurs aussi claires que le bleu ciel ou aussi foncées que le bleu marine ont été utilisées (un choix apparemment motivé par des variations de prix des teintures selon les époques), mais les versions récentes ont largement convergé vers le modèle officiel du Pantone 300. En 2003 une commission du parlement Écossais proposa que le gouvernement écossais adopte cette couleur comme standard. Ce bleu est d'une teinte légèrement plus claire que le Pantone 280 de l'Union Jack. Les proportions du drapeau ne sont pas fixées mais sont généralement de 5:3 ou le plus souvent de 3:2. La largeur des branches de la croix est du 1/5 de la hauteur du drapeau.

## Drapeau de la Nouvelle-Écosse
Pour un article plus général, voir Drapeau de la Nouvelle-Écosse.

Le drapeau de la Nouvelle-Écosse. Il est constitué du drapeau écossais aux couleurs inversées ainsi que des armoiries royales écossaises en son centre.

La Nouvelle-Écosse, une des 10 provinces du Canada, est très influencée par la culture écossaise. Le drapeau de cette province, un sautoir bleu sur fond blanc, est une simple inversion des couleurs du drapeau de l'Écosse (un sautoir blanc, la croix de saint André, sur fond bleu), portant l'écu héraldique des armoiries de l'Écosse, un écu or avec un lion rouge entouré d'une bordure double décorée de fleurs-de-lys.
Par ailleurs, bien que l'unique langue officielle de la Nouvelle-Écosse soit l'anglais, le gaélique est la seconde langue la plus utilisée et est enseignée dans les écoles, suivie par le français. L'île du Cap-Breton concentre notamment une très forte concentration de locuteurs du gaélique.

## Lion rampant
Pour des articles plus généraux, voir Armoiries de l'Écosse et Étendard royal du Royaume-Uni#Écosse.
Les Écossais utilisent aussi la bannière royale du Lion rampant, un drapeau qui reprend le dessin de l'écu écossais, d'or au lion de gueules entouré d'un trescheur aussi de gueules.

Le Lion rampant

Cependant cet usage constitue une offense selon un acte du Parlement écossais (1672 cap. 47 and 30 & 31 Vict. cap. 17) qui précise qu'il s'agit de la bannière royale d'Écosse et que son usage est réservé au souverain régnant et à quelques grands officiers d'État qui le représentent.